# آيا تيراودا
آيا تيراودا (بالإنجليزية: Aija Terauda)‏ (ولدت في 28 ديسمبر 1982 في ريغا، لاتفيا الاشتراكية السوفياتية، اتحاد الجمهوريات الاشتراكية السوفياتية) عارضة أزياء  ممثلة ومنتجة لاتفيه. ظهرت في عدة أفلام سينمائية أمريكية في أدوار ثانية منها فيلم الرجل العنكبوت 3

## نشأتها
ولدت آيا تيراودا في ريجا، لاتفيا. بدأت حياتها المهنية كعارضة أزياء في سن السادسة عشرة، حيث عملت لدى وكالة عرض الأزياء ناتالي، مما دفعها للعمل في ميلانو بإيطاليا ومدينة نيويورك. تتقن تيراودا اللغات اللاتفية والروسية والإنجليزية. كما تعلمت أيضًا الإيطالية والفنلندية أثناء إقامتها وعملها في تلك البلدان. بعد العيش في أوروبا، انتقلت إلى مدينة نيويورك لدراسة التمثيل، حصلت على بكالوريوس الآداب في الاقتصاد والدراسات الدولية من كلية مدينة نيويورك ودرست في جامعة كولومبيا.

## المهنة
حصلت تيراودا على أول دور لها[6] بدور عارضة أزياء في فيلم الرجل العنكبوت 3. كما ظهرت في المسلسل التلفزيوني إمبراطورية الممر للمخرج مارتن سكورسيزي. عملت أيضًا في ريجا، لاتفيا في الفيلم التلفزيوني قلب إيرينا سيندلر الشجاع من إخراج جون كينت هاريسون. كما لعبت دورًا رئيسيًا في فيلم محكم الإغلاق، للمخرج ديريك إستلين بورفيس والذي أنتجته أيضًا. كانت تيراودا عارضة أزياء على أغلفة العديد من المجلات الأوروبية والأمريكية بما في ذلك Talent in Motion (نوفمبر 2011) ومجلة Millennium (مارس 2012).

## الحياة الشخصية
تزوجت تيراودا من ديريك إستلين بورفيس في 13 ديسمبر 2013. وأنجب الزوجان طفلًا واحدًا.

## وصلات خارجية
- آيا تيراودا على موقع IMDb (الإنجليزية)